# 56式半自動歩槍
56式半自動歩槍（中國1956年式半自動步槍, 簡体字中国語: 56式半自动步枪 / 中国1956年式半自动步枪）
は中華人民共和国（以下「中国」と表記）で生産されたSKS-45の派生型である。省略して56半と表記される場合もある。

## 歴史

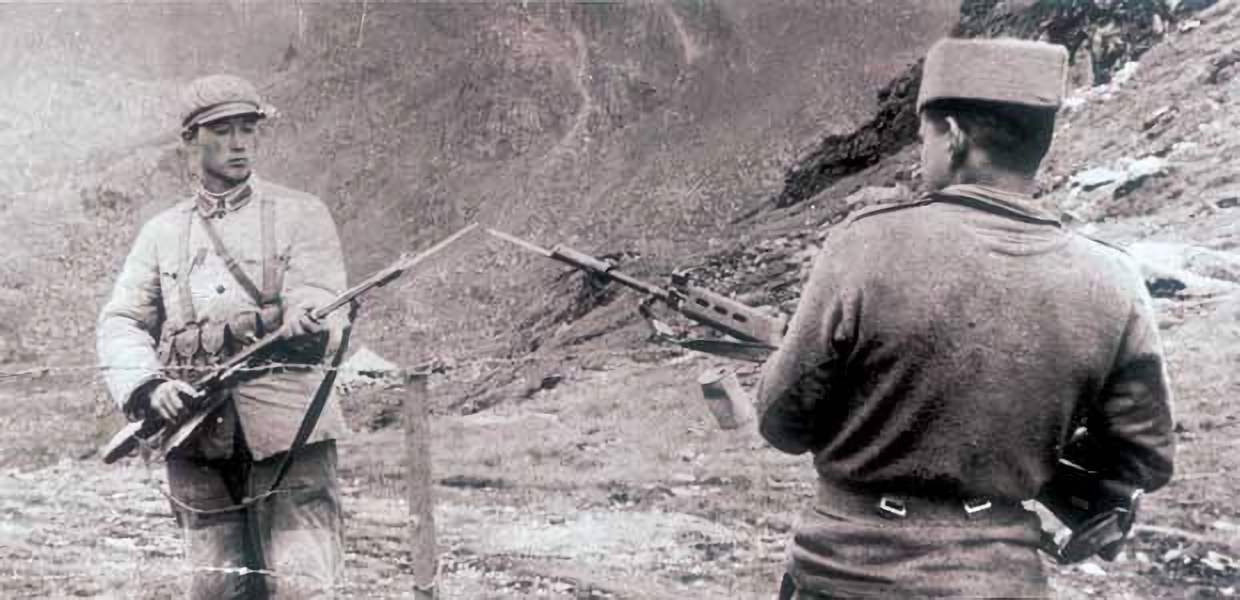
中印の国境地帯で56式半自動歩槍を手に持つ陸軍の兵士。写真右のインド兵は着剣したFAL小銃で武装している

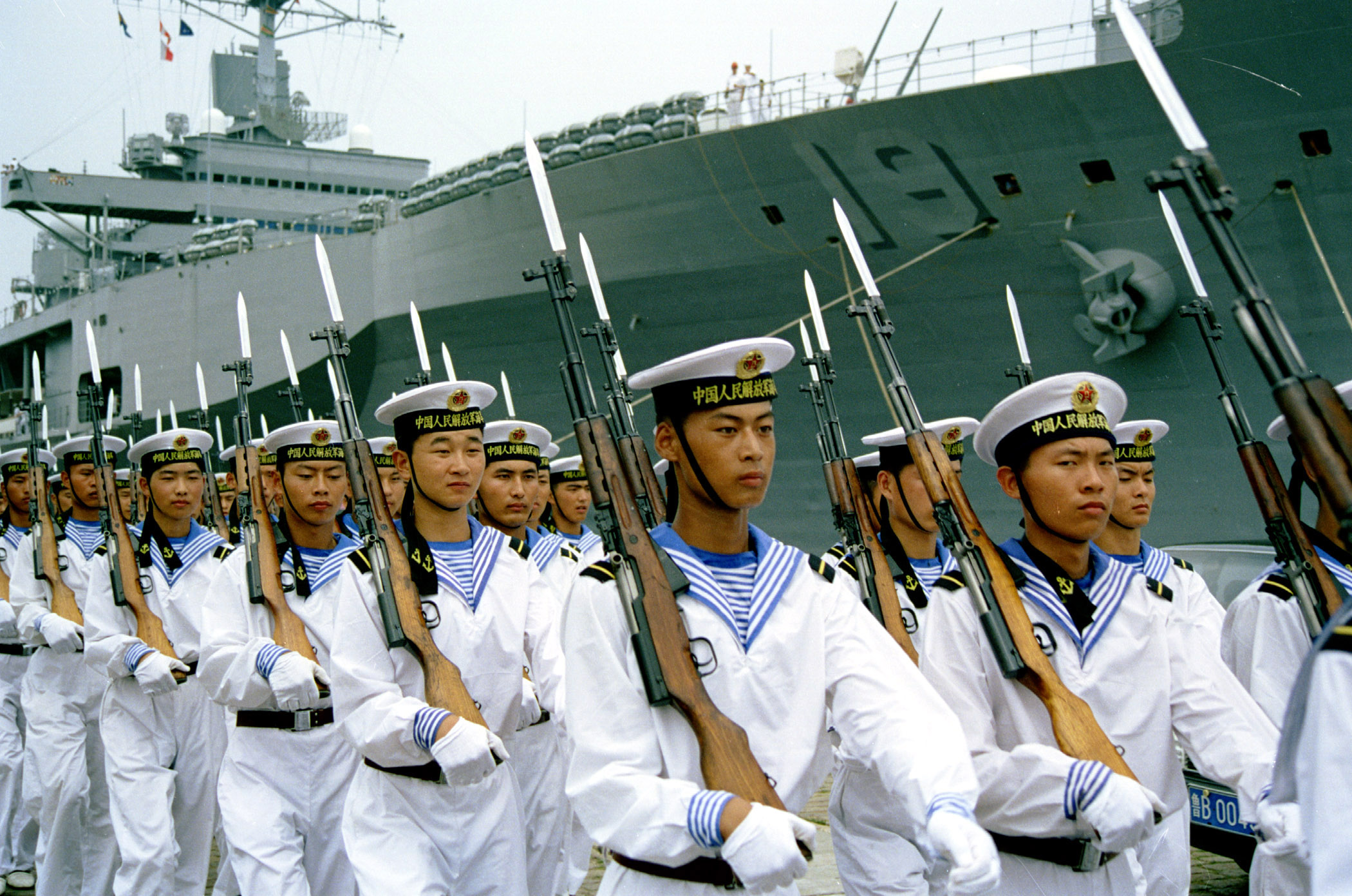
56式半自動歩槍を所持し行進する海軍の兵士（2000年）

中国工農紅軍と後継の中国人民解放軍では、成立以降長らく運用する小銃が軍全体で統一されておらず、1950年代初頭までは主に日本軍や国民革命軍から鹵獲ないし接収した三八式歩兵銃、九九式短小銃、中正式歩槍を始めとするモーゼル系小銃、漢陽八八式歩槍、スプリングフィールドM1903小銃等と、ソビエト連邦から提供されたモシン・ナガンを運用していたが、これらは使用弾薬が異なるため補給を混乱させる要因となっていた。
朝鮮戦争停戦間近の1953年からは、ソ連の技術協力を受けてモシン・ナガンM1944を国産化した53式歩騎槍が配備され小銃の一本化が図られたが、同時期の中華民国国軍ではアメリカ合衆国から提供されたM1ライフルやM1カービンといった半自動小銃が普及しており、ボルトアクション式の小銃は実戦における劣勢が危惧されるようになった。
中華民国との戦争に備える上で解放軍としても小火器の近代化は必須であったため、53式歩騎槍の採用から僅か3年後の1956年には再度ソ連に協力を要請し、SKS-45を56式半自動歩槍として国産化した。同時にAK-47とRPDも国産化され、それぞれ56式自動歩槍（当初は短機関銃に分類され「56式冲鋒槍」または「56式衝鋒槍」の名称で扱われた）と56式班用機槍として軍に採用された。また、この三種類の小火器は合わせて56式槍族と呼称された。
56式半自動歩槍の一般部隊での普及は1950年代末頃までに完了しており、1962年に勃発した中印国境紛争で初陣を飾ったとされている。この戦闘で56式半自動歩槍はインド軍兵士の大半が装備するボルトアクション式のリー・エンフィールド小銃に対して火力面での優位性を発揮し、中国側の勝利に貢献した。
1968年からは56式半自動歩槍の射撃精度および銃剣格闘能力と56式自動歩槍の連射性能を兼ねた小銃として新規に開発された63式自動歩槍が配備され、56式半自動小銃は民兵用の小銃として転用されていったが、63式自動歩槍は文化大革命の混乱による品質管理の不徹底などから不良が多発したため、軍の要求に基づき56式半自動歩槍が再度主力小銃として一線級部隊に配備された。
56式半自動歩槍は1979年の中越戦争にも投入されたが、ベトナムの密林地帯においては56式半自動歩槍の特徴である射撃精度が活かし切れない上に長い銃身が取り回しに悪影響を及ぼし、必然的に近距離化した戦闘の中ではベトナム人民軍が主力として装備するAK-47やAKM、ベトナム戦争中に中国が北ベトナムへ提供した56式自動歩槍などのアサルトライフルを相手に苦戦を強いられたため、事実上の敗戦から数年経った1985年には正規軍からの退役を余儀なくされ、56式自動歩槍と新型の81式自動歩槍に主力小銃の座を明け渡した。
なお、56式半自動歩槍は武装警察や民兵組織などの準軍事組織にも長らく配備されており、特に民兵組織では正規軍での採用から60年以上経過した2019年の時点でも運用の継続が確認されている。

## 国外での使用

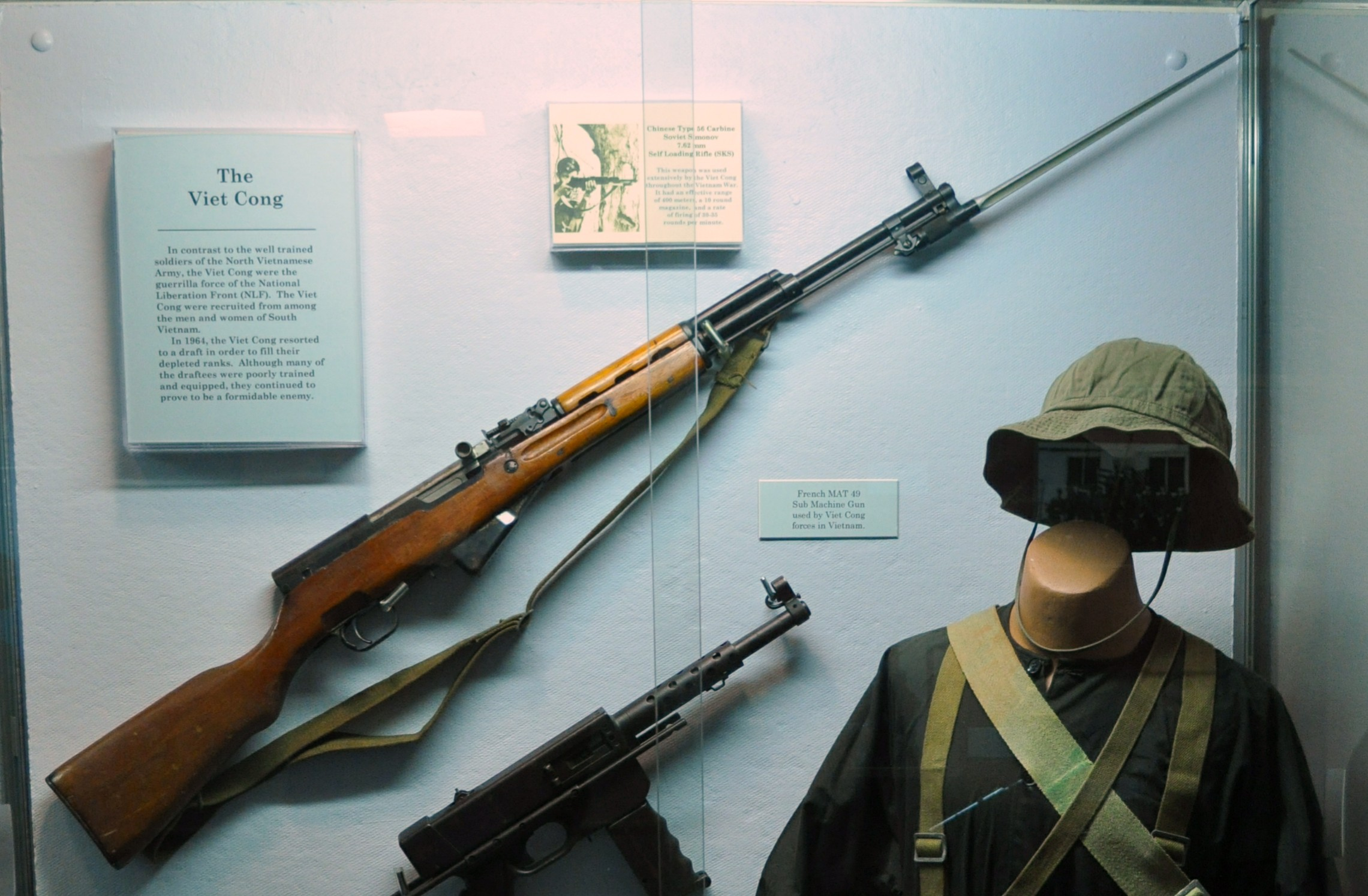
南ベトナム解放民族戦線の装備として展示される56式半自動歩槍

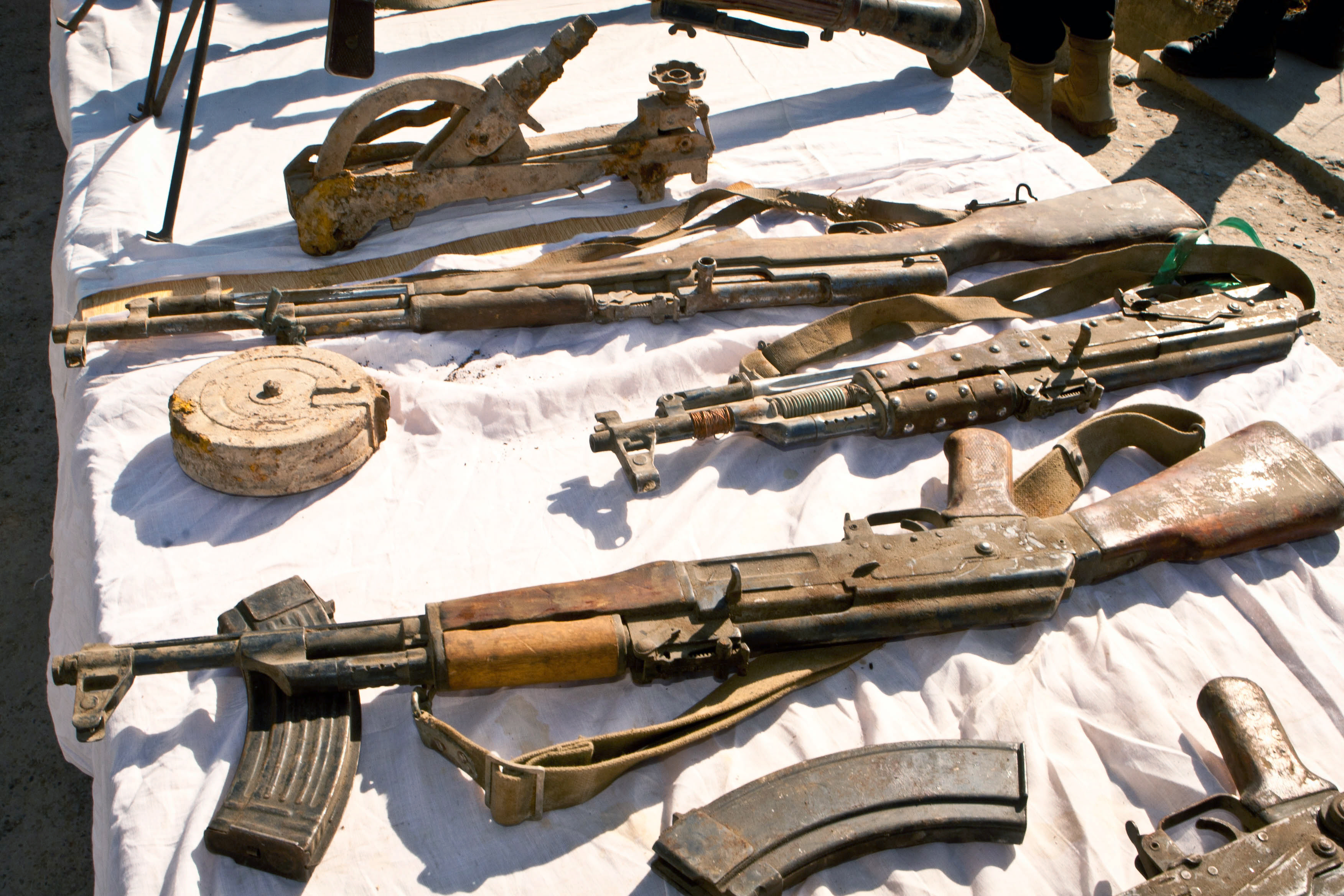
アフガニスタンで鹵獲された各種の小火器。56式半自動歩槍の手前は56式自動歩槍

56式半自動歩槍を始めとするに56式槍族は、中国共産党の対外政策に基づき親中国家や国外の反政府勢力に供給されたが、紛争地において56式半自動歩槍は56式自動歩槍ほど普及はしなかった。
ベトナム戦争ではベトナム人民軍や南ベトナム解放民族戦線のゲリラに使用され、アメリカ軍の将兵に鹵獲された物の一部は土産物として本国に持ち帰られた。なお、ベトナム国内には依然として56式半自動歩槍を含む多数のSKS-45系小銃が運用可能な状態で残存しており、これらは正規軍と同じAK-47系の小銃のほか、63式自動歩槍、M16ライフル、少数のM1ライフル等と共に自衛民兵（ベトナム語: Dân quân tự vệ、DQTV）によって使用されている。
スターリン批判以降ソ連と激しく敵対していたアルバニア人民共和国は、同じく反ソの立場を取る中国から兵器を多数輸入しており、この中に56式半自動歩槍も含まれていた。また、アルバニアでは56式半自動歩槍にいくつかの改良を加えたクローンの製造も行われた。
1980年代に入ると北米市場への輸出が開始され、複数の輸入代理業者によって販売された。民間における56式半自動歩槍は主に狩猟用途で使用されており、発売直後は70ドルから200ドル程度の安価な値段で取引されていたが、アメリカではクリントン政権期の1994年に施行されたアサルトウェポン規制法によって輸入が禁止された。

## 特徴

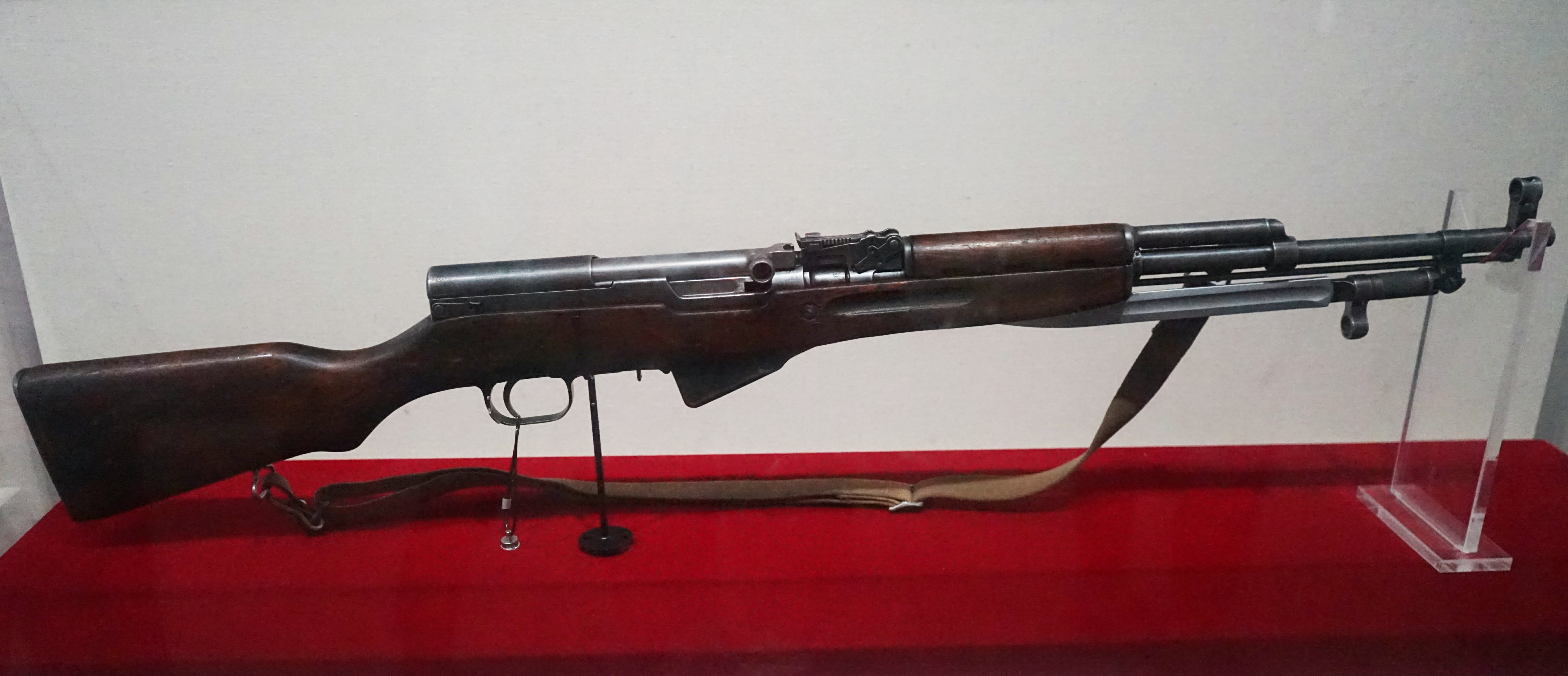
全軍視察中の毛沢東に提出された56式半自動歩槍。1964年の時点で普及していた仕様であり、初期型の特徴とされるブレード型の折り畳み式銃剣を備える

56式半自動歩槍の構造や外見、操作方法などは原型となったソ連のSKS-45と殆ど共通であり、最初期は輸入したソ連製の部品を用いたノックダウン生産が行われていた。
初期型はオリジナルに忠実であるが、1960年代後半からは設計変更によりトリガーガードなど一部部品の製造方法が削り出しからプレス加工や鋳造に切り替えられ、耐久性の向上を目的として銃身内にクロムメッキが施されるようになった。また、銃剣は1965年以降徐々にブレード型からモシン・ナガンM1944に似たスパイク型へ変更されていったため、後者の仕様についてはソ連製SKS-45との判別が容易である。
銃床は基本的にキササゲの材木から作成されるが、英語圏で「ジャングルストック」と呼称される樹脂製銃床を備えた個体も存在する。また、銃床は負革を下部に取り付ける仕様と側面に取り付ける仕様の両方が製造された。

## 各型及び派生型
56式半自動歩槍
基本型。
56-1式半自動礼賓槍
金属部にメッキ加工が施された儀仗用で、名称に半自動とあるが射撃機能は廃止されている。銃剣はブレード型のみ確認できる。
M21
ベトナム戦争における軍事支援の一環として北ベトナムへ輸出された仕様。製造地を隠匿する目的で刻印が変更されている。同様の工作は北ベトナム向けの54式手槍（TT-33の中国生産版）にも見られる。
July 10ライフル
アルバニアでの現地製造型。ストックとハンドガードの延長など独自の改良が施されている。
民間型
構造に軍用型と大きな差は無いが、銃身長は16.5インチに短縮された「パラトルーパー」や20インチバレルを搭載した「シャープシューター」などのバリエーションが設定されていた。また、AK用の着脱式弾倉を使用するモデルDや、モデルDを基に銃剣を廃止しモンテカルロ銃床を装備したモデルMなど、相当数の派生型が存在する。

## 普及地域
- 中国
- アルバニア[9][10]
- アンゴラ[23]
- エジプト[15]
- カンボジア[24]
- ガンビア[25]
- コンゴ民主共和国[26]
- ソマリア[27]
- バングラデシュ[24]
- ベトナム[7]
- ラオス[28]